# Renato Cardoso
Renato Costa Cardoso (São Paulo, 16 de enero de 1972) es un presentador, escritor  y obispo brasileño. Presenta el programa The Love School: La Escuela del Amor, transmitido por la TELE Record a los sábados. Renato es educador familiar y matrimonial, certificado por el National Marriage Centers de Nueva York, obispo de la Iglesia Universal del Reino de Dios, es casado desde 6 de julio de 1991 con Cristiane Cardoso, hija de Edir Macedo, fundador de la iglesia y propietario de la Red Record.
También es compositor de la canción ''En el Pozo Te Encontré'', también hecho por Daniel Figueiredo, música tema de Moisés y Zípora, de la novela Los Diez Mandamentos de la Red Record. Fue interpretado por Moyses Macedo (hijo del Obispo Edir Macedo) y Kátia Jorgensen.
Además del programa de televisión, que busca orientar relacionamientos amorosos, Renato y Cristiane también son autores del libro Boda Blindada, con casi medio millón de ejemplares vendidos en todo Brasil durante 2012.

## En la televisión
The Love School -  La Escuela del Amor
En la TV Universal:
El programa estrenó en septiembre de 2011. Al largo de las presentaciones diarias en la TV Universal, Renato y Cristiane Cardoso daban varias orientaciones direccionadas para una vida conyugal bien-sucedida. La pareja dejó de presentar el programa en internet a finales del mismo año.

En la Red Record:
En el aire por la TV abierta desde el 19 de noviembre de 2011, el programa es transmitido todos los sábados por la Red Record, por el medio-día. Renato Cardoso y la esposa analizan situaciones y experiencias vividas por ellos, al largo de 20 años más de boda.

## Obras literarias
- Matrimonio Blindado – Su Casamiento a la Prueba de Divorcio: escrito en asociación con Cristiane Cardoso, la obra ya se hizo best seller en Brasil, y por algunas semanas de 2012 estuvo entre los más vendidos del País en la sección autoayuda, en consonancia con el PublishNews, web especializada en mercado editorial.[7] El libro aconseja los lectores sobre cómo vivir en armonía a dos.[8]

- 120 Minutos para Blindar Su Casamiento: escrito por Cristiane y Renato Cardoso, el libro trae consejos del mini-programa Minuto del Casamiento de la Red Record. El contenido del libro es similar al de la Boda Blindada.

- El Perfil del Joven de Dios: libro vuelto para el joven cristiano, direccionándolo para una vida profesional bien-sucedida, por medio de reflexiones y orientaciones que pueden ayudarlo a tomar las mejores decisiones.[9]

- Enamoro Blindado: Versión del libro Matrimonio Blindado para novios.